# Shipaulovi
Shipaulovi (Supawlavi, Sipaulovi) /place of the mosquitoes, ili a little round midge/, pueblo Hopija osnovan nakon Pueblo ustanka (1680.) od kolonista iz Shongopovija na istočnom rubu Second ili Middle Mese u Arizoni u okrugu Navajo. Narod Shipaulovi, prema samim Hopima, čini jednu od nekoliko rezličitih plemenskih Hopi grupa i među  'Miroljubivima'  su važili kao ratnici. Second Mesa se nalazi na 5,700 stopa (1,740 m.) a ostali puebli na njoj su Mishongnovi i majčinsko selo Shongopovi.

## Vanjske poveznice
- Supawlavi Village, Hopi Nation  Arhivirana inačica izvorne stranice od 23. lipnja 2007. (Wayback Machine)